# FC Academia UTM Chișinău
El FC Academia UTM Chișinău es un club de fútbol moldavo de la ciudad de Chisináu, fundado en 2006. El equipo disputa sus partidos como local en el Estadio Dinamo y juega en la Divizia Națională.

## Historia
El Academia fue fundado en 2006 por el exfutbolista internacional ruso Igor Dobrovolski, Alexandru Cojuhari y Eduard Rotari. El club comenzó en la Divizia A, la segunda división moldava y al final de la temporada 2007/08 consiguió el ascenso a la Divizia Naţională, la máxima competición del fútbol moldavo. Desde el histórico ascenso, el Academia firmó un acuerdo con la Universidad Técnica de Moldavia y pasó a denominarse Academia UTM Chișinău.